# 4 Blocks (serie de televisión)
4 Blocks es una serie dramática alemana. Fue transmitida por TNT Serie entre el 8 de mayo de 2017 hasta el 12 de diciembre de 2019. 
La primera temporada se estrenó en el canal de televisión de pago alemán TNT Serie el 8 de mayo de 2017. Una segunda temporada se estrenó el 11 de octubre de 2018 y una tercera en noviembre de 2019. A nivel internacional, la serie se transmite por Amazon Prime Video.
4 Blocks ha recibido elogios de la crítica en Alemania y ha ganado varios premios nacionales, incluido el Grimme-Preis por Ramadan, Gelin y el director Marvin Kren , y seis premios de la televisión alemana (Deutscher Fernsehpreis), que incluyen Mejor serie dramática, Mejor actor por Ramadan, y Mejor Director para Kren.

## Trama
Comienza con la familia Hamadi, una de las familias criminales árabes más poderosas de Berlín que se asoció con la familia Al Saafi que controla el comercio de drogas de Berlín. Ali Hamadi, un hombre sabio en el clan que es tranquilo y sereno, mientras que su hermano Abbas Hamadi es un alborotador impetuoso. Cuando el negocio de Al Saafi se viene abajo y los Hamadis pierden el poder porque Latif es arrestado por la policía, tienen que encontrar una manera de evitar que su Imperio se derrumbe. Sin embargo, con el poder, el dinero y las tradiciones en la familia, es difícil sobrevivir en el Berlín de voluntad débil para los árabes, por lo que están dispuestos a pasar por cualquier cosa para llegar a la cima.

## Producción
El primer episodio de la serie se rodó en julio de 2016 en Berlín . Se utilizaron ubicaciones en los distritos de Neukölln y Kreuzberg , incluidos Sonnenallee , la estación de metro Kottbusser Tor y el parque Görlitzer . El presupuesto de la primera temporada fue de cuatro millones de euros, incluidos los 250.000 € que recibió del Medienboard Berlin-Brandenburg.